# Crateús
Crateús is een gemeente in de Braziliaanse deelstaat Ceará. De gemeente telt 75.249 inwoners (schatting 2009).
De plaats is de zetel van het rooms-katholieke bisdom Crateús.
De gemeente grenst aan Poranga, Ipaporanga, Tamboril, Independência en Novo Oriente.

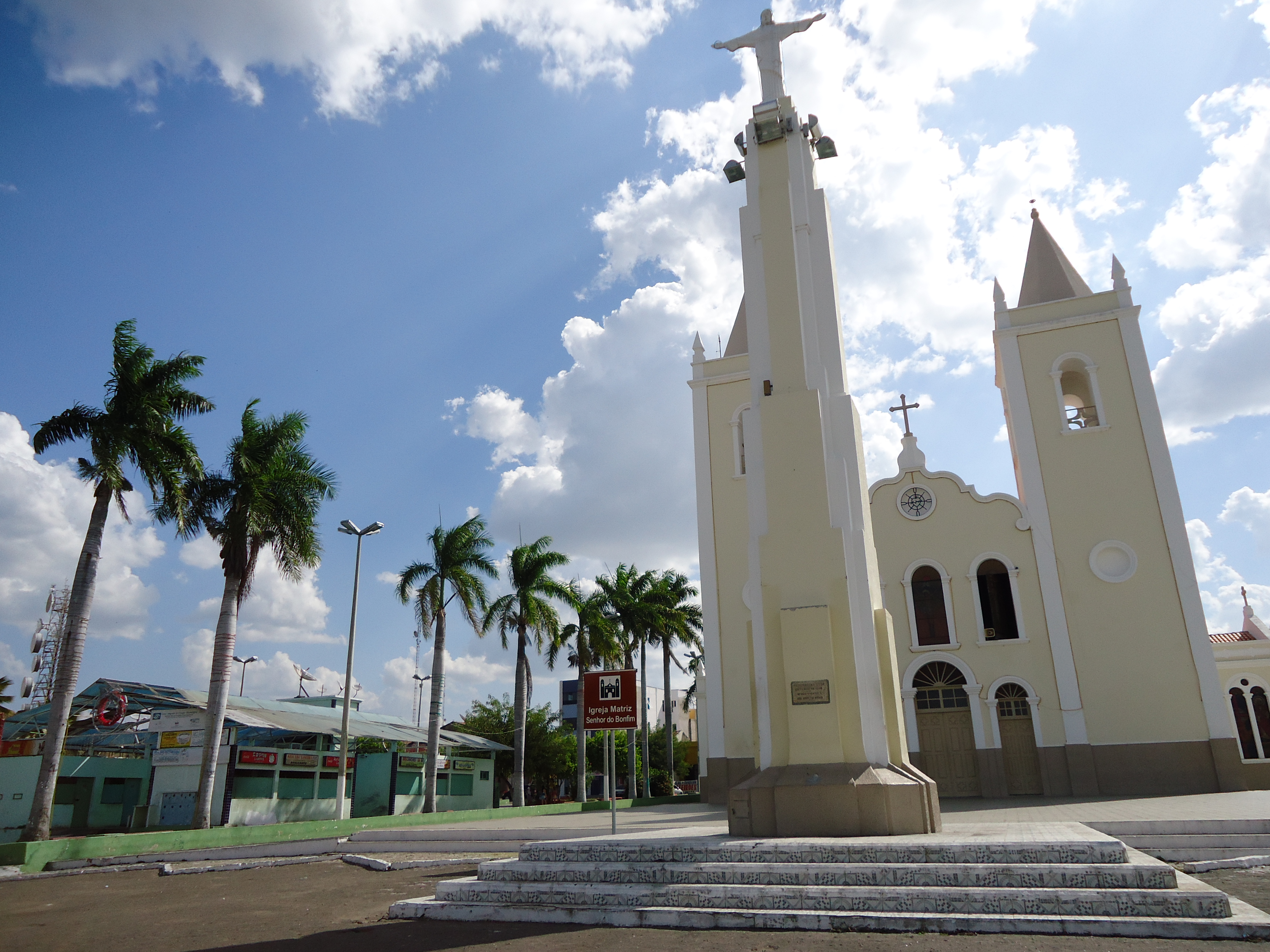
Katholieke kathedraal in Crateús